# NGC 249
NGC 249 é uma nebulosa de emissão na constelação de Tucana. 
Foi descoberto no dia 5 Setembro de 1826 pelo astrônomo escocês James Dunlop.